# Mouvement alternatif

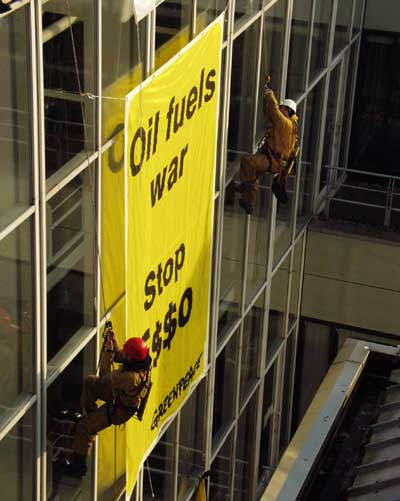
Action du mouvement Greenpeace à Londres contre les forages d'Esso-Mobil en Mer du Nord.

Le mouvement alternatif regroupe les mouvements sociaux gravitant autour des squats et des mouvements écologistes et pacifistes. Ces différents mouvements sociaux ont en commun le fait de privilégier des formes d'action non violentes de désobéissance civile s'inscrivant dans une démarche citoyenne et une culture autogestionnaire.

## Exemples
En France, le mouvement alternatif est en particulier représenté par Les Verts, José Bové, les Alternatifs, et le journal Politis.
Le mouvement est également traversé par des contradictions, comme l'a montré en 2005 le débat sur le traité de Rome de 2004. Alors que José Bové s'est mobilisé contre le traité, jugé d'inspiration libérale, Daniel Cohn-Bendit et Toni Negri l'ont au contraire défendu comme une occasion historique de dépasser les États-nations.

## Histoire

### Les communautés alternatives et l'économie informelle

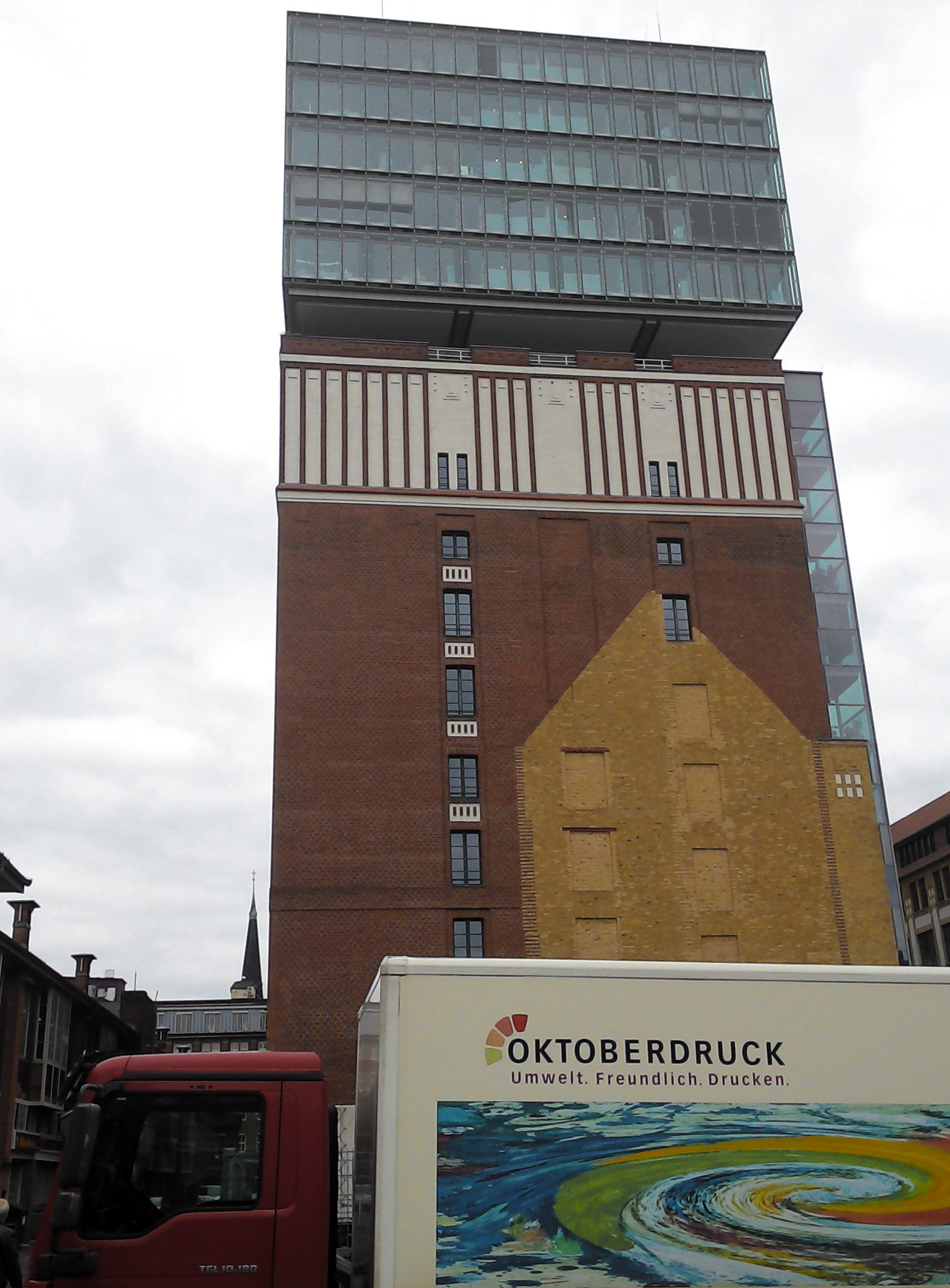
L’imprimerie autogérée Oktoberdruck à Oberbaum City (immeuble Narva), à Berlin.

Les nouveaux mouvement sociaux ont suscité des expériences alternatives de vie en communauté. Plusieurs groupes recherchaient leur accomplissement dans des modes de vie volontairement plus simples et plus naturels, et c’est pourquoi ils s’établissaient le plus souvent loin des villes. C’est aux États-Unis, en particulier, que furent fondées les premières communautés de retour vers la nature. Le regain d’intérêt pour les cultes animistes païens, par exemple celui de tribus amérindiennes, suscité dans les années 1970 par les actions revendicatives de l’American Indian Movement, stimulait la recherche d'une nouvelle spiritualité. Elle se caractérisait par un syncrétisme marqué d'apports bouddho-hindouistes. Dans leur quête, certains nouveaux mouvement sociaux des années 1970 et 1980 se tournèrent vers un ésotérisme multiforme, conduisant à une certaine dépolitisation du mouvement.
Pour subvenir à leurs besoins, plusieurs communautés se constituaient en fermes coopératives où toute hiérarchie était abolie et où l’on appliquait autant que possible les principes de l’écologie à l’agriculture. Au cours des années 1970 et 1980, l’autogestion gagna plusieurs autres secteurs de l'économie, avec de règles de vie similaires : ainsi au milieu des années 1980, l’Allemagne de l'Ouest vit la création de la première banque solidaire avec l'Ökobank : l'argent des déposants était réinvesti dans des technologies écologiques et selon des visées plus sociales qu'économiques.
Une coopérative fondée en 1973 dans le cadre du mouvement alternatif a conservé jusqu’à aujourd’hui ses principes d’autodétermination : l’imprimerie alternative Oktoberdruck à Berlin.

### Mutations sociales
Les communautés et colocations, où sont apparues et se sont développées de nouvelles formes de sociabilité dégagées des liens familiaux traditionnels, ne se sont pas seulement développées dans les campagnes, mais aussi dans les grandes villes. Il s'ensuivit une banalisation des transgressions de la sexualité (cf. Révolution sexuelle). La banalisation d'orientations sexuelles différentes se traduisit par une plus grande ouverture d'esprit et une plus grande tolérance ; du moins, les revendications à la différence s'exprimaient librement au sein de ces communautés, même si la liberté sexuelle n'était pas si importante que la presse bourgeoise, fascinée et scandalisée, l'a affirmé à l'époque.
Dans les années 1980, le mouvement s'incarne notamment en Allemagne de l'Ouest dans la lutte contre les centrales nucléaires et contre l'installation de missiles MGM-31 Pershing. Le concept de « mouvement alternatif » est devenu synonyme de « revendication sociale. » Les voies d'opposition au conformisme « bourgeois-conservateur », c'est-à-dire de la société bien-pensante, ont marqué de leur empreinte la sociologie, la psychologie, la pédagogie, la médecine, la religion, la politique et bien d'autres domaines de la pensée sociale, en suscitant une mutation culturelle au sein des sociétés industrielles du monde occidental.

### Action politique

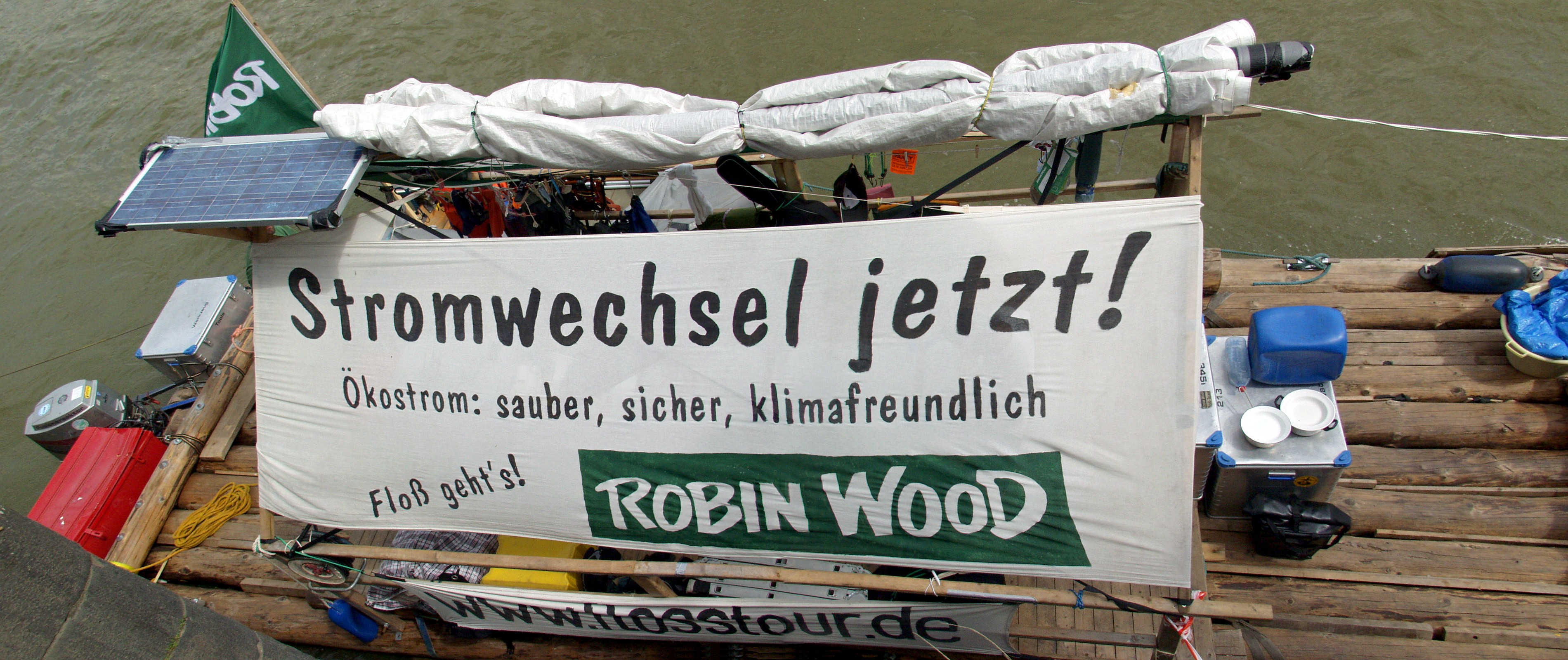
Radeau des « Robins des Bois » sur le Rhin.

Le mouvement alternatif a été moteur dans la prise de conscience des enjeux écologiques. La pollution et la destruction des nappes phréatiques, de la terre et de l'air par les nouvelles technologies furent portés au débat public dans les années 1970 par le mouvement écologiste. Il réclamait la suppression des risques technologiques apportés par l'énergie nucléaire et exigeait une conversion des économies vers le développement des énergies renouvelables, comme l’énergie solaire, l’énergie éolienne, la fabrication de biogaz, l’hydroélectricité etc. C'est des mouvements écologistes que sont issues, vers la fin des années 1980, les principales organisations internationales telles Greenpeace ou l'ONG Robins des bois fondée en Allemagne de l'Ouest, et qui par leurs actions spectaculaires attirèrent l'attention sur les catastrophes environnementales.
Parmi les autres chevaux de bataille du mouvement écologiste, outre les campagnes en faveur de la réduction des déchets et l'appel à la mitigation climatique, citons la défense des droits des consommateurs, d'où découle la dénonciation des colorants et additifs chimiques dans l'alimentation. Les écologistes appellent au marquage des ingrédients sur les emballages alimentaires, qui est entré en vigueur en Allemagne sous la coalition rouge-verte, entre 1998 et 2005 ; à l'agriculture biologique, avec un moratoire sur l'élevage en batterie et son remplacement par l'élevage biologique. Ils condamnent entre autres l’introduction de compléments hormonaux dans le fourrage. Ces revendications ont montré leur pertinence lors du scandale de l'ESB et d'autres épizooties du tournant du XXIe siècle, où des dizaines de milliers d'animaux ont dû être abattus à travers l'Europe. En outre, les écologistes sont généralement partisans du bien-être animal : par delà la protection des espèces menacées, ils réclament l'interdiction de l'expérimentation animale, des mesures plus restrictives à l'encontre de la chasse à la baleine etc. Depuis la fin des années 1990, la protestation s'est élargie aux manipulations du secteur agro-alimentaire, et en général à la critique, d'un point de vue éthique, des recherches et du génie génétique.
Une composante de la mouvance écologiste, le mouvement antinucléaire, dénonçait les dangers pour l'Homme et l'Environnement des usages non seulement militaires, mais aussi civils de l'énergie atomique. La multiplication d'alertes et d'accidents dans diverses centrales a favorisé ses idées dans des couches de plus en plus large de la population : l'accident de criticité de la centrale américaine de Three Mile Island à Harrisburg (1979), l'explosion de la centrale ukrainienne de Tchernobyl (1986) et la catastrophe nucléaire de Fukushima I (2011).
Depuis les années 1970, c'est surtout en Europe de l'Ouest, et en particulier en Allemagne de l'Ouest, que se succèdent, avec un succès inégal, des manifestations de masse et des barrages contre les chantiers ou les sites de centrales (par ex. celles de Creys-Malville, Wyhl am Kaiserstuhl et Brokdorf ou celle de Zwentendorf en Autriche), le retraitement des déchets nucléaires (site de Wackersdorf) ou entrepôts de déchets (site d'enfouissement de Gorleben). Sur ces sites, en particulier lors des confrontations survenues à Brokdorf en 1982 et à Wackersdorf jusqu'en 1986, il y eut des altercations violentes entre les manifestants et la police. Encore aujourd'hui, le transport du combustible nucléaire appauvri se heurte régulièrement à des barrages de militants de la mouvance autonome opposants au nucléaire, que ce soit au départ de La Hague ou en Allemagne, ce qui entraîne la mobilisation d'importantes forces de police pour la protection des convois. C'est ainsi que le 7 octobre 2004, l'activiste français Sébastien Briat, qui tentait de s'enchaîner avec trois autres militants sur les voies, a été écrasé par un de ces convois en Alsace, (les jambes écrasées, il est mort peu après son hospitalisation).

### Le mouvement dans les sociétés occidentales
Le mouvement alternatif est à l'origine un mouvement extra-institutionnel. Il s'est cependant considérablement institutionnalisé depuis les années 1990 avec l'élection de conseillers municipaux, de maires, puis de députés Verts en Allemagne et en France, jusqu'à la participation à des gouvernements de gauche. Dès 1983, des députés Verts sont élus en Allemagne de l'Ouest. En 1985, Joschka Fischer devient ministre de l'environnement du land de Hesse. En 1997, Dominique Voynet devient ministre de l'environnement du gouvernement de Lionel Jospin. L'année suivante, Joschka Fischer devient ministre des affaires étrangères en Allemagne. La tradition antimilitariste du mouvement alternatif n'empêche pas Joschka Fischer de mener l'intervention de l'armée allemande en Serbie.
Depuis la fin des années 1990, le mouvement s'incarne dans l'altermondialisme, autour de Via Campesina et de l'association ATTAC. En France, les militants sont particulièrement actifs dans la lutte contre les OGM.